# Los encantos de la culpa

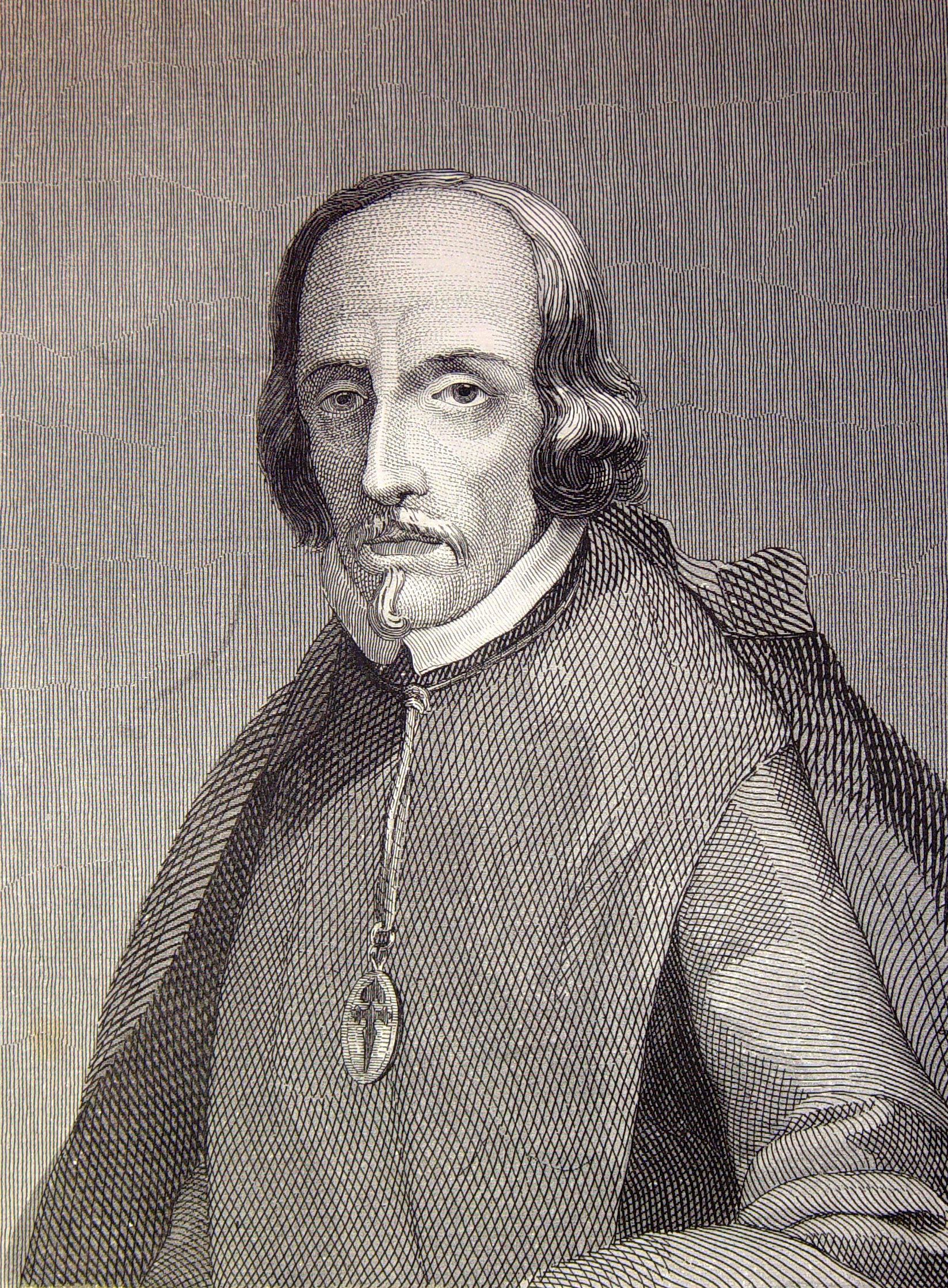
Retrato de Pedro Calderón de la Barca, autor de Los Encantos de la culpa.

Los encantos de la culpa  es una obra de teatro del dramaturgo español del siglo XVII Pedro Calderón de la Barca. Pertenece al género del auto sacramental. 

## Datación
Según A. A. Parker, “Los encantos de la culpa” se escribió antes de 1647 y Valbuena Prat propone que es 1645.

## Argumento
Esta obra recupera un argumento de “La Odisea” del poeta heleno Homero.
La obra comienza cuando el Hombre –paralelo calderoniano del Ulises homérico– y su marinería, formada por los cinco sentidos (olfato, gusto, vista, tacto y oído) y el entendimiento, va navegando por un mar y percibe que se avecina una gran tempestad. La tripulación exhorta al hombre a invocar a su creador para no sucumbir.  La tormenta se desata y hace que el navío encalle en las costas de una isla gobernada por una hechicera llamada Culpa, cuya análoga homérica es Circe.
El hombre manda a sus sentidos a inspeccionar libremente la zona, mientras él, bajo un ciprés, símbolo de la muerte, se queda a dormir. El entendimiento, al estar carente de sentidos y no pudiendo discurrir ya que el Hombre duerme, opta por irse tras los sentidos.
Al despertar, el Hombre comienza a recobrar los sentidos, pero en formas de animales. El entendimiento narra al Hombre lo acaecido: mientras el hombre dormía y los sentidos divagaban por la isla, se encontraron con una hermosísima mujer. Ella, amable y lisonjera les dice que están en los campos de Diana, pero el entendimiento no se deja engañar y descubre que es la hechicera Culpa. 
La hechicera llama a sus damas, que son los vicios, para capturar a cada uno de los sentidos del hombre: para capturar a la vista, llama a la envidia; al tacto, la lascivia; al olfato, la murmuración; al gusto, la gula; al oído, la lisonja; y al entendimiento, la soberbia. Todos los sentidos –excepto el entendimiento– sucumben a los vicios de la Culpa, quien los transforma en animales. El entendimiento al percibir el peligro, regresa al hombre a narrarle lo sucedido. 
El Hombre pide consejo a su entendimiento, y éste le responde que clame y pida perdón al cielo para que le sea proporcionada la solución. El hombre lo hace y del cielo aparece la penitencia trayéndole el remedio: un ramo de flores que son las virtudes con las cuales podrá librar a sus sentidos del hechizo.
El Hombre va y libera a sus sentidos, sin embargo, al recuperarlos, el Hombre duda, pues los vicios eran muy placenteros, así que manda al entendimiento a buscar la nave.  La Culpa comienza a dialogar con el hombre, quien, mientras la escucha, va dejando caer algunas de sus flores, y termina cediendo a sus encantos. La Culpa conduce al Hombre y a los sentidos de éste, al palacio. Desde lejos el entendimiento los ve y grita para que no entren. En ese momento aparece de nuevo la Penitencia trayéndole el remedio: el recordar al Hombre que es mortal.

En tanto, el Hombre y la Culpa se disponen a celebrar un banquete donde la música de cuando en cuando canta: 
Si quieres gozar florida edad entre dulce suerte, olvídate de la muerte y acuérdate de la vida.
La Penitencia y el Entendimiento gritan al Hombre que se olvide de la vida y se acuerde de la muerte. Esto hace reaccionar al hombre que toma de nuevo el ramo de las virtudes, libera a sus sentidos, y se embarca en su nave y le agradece al cielo el que lo haya librado de la Culpa.